# Hadruroides chinchaysuyu
Espèce
Hadruroides chinchaysuyu est une espèce de scorpions de la famille des Caraboctonidae.

## Distribution
Cette espèce est endémique de la région de Tumbes au Pérou. Elle se rencontre de 8 à 35 m d'altitude.

## Description
Le mâle holotype mesure 38,4 mm et la femelle paratype 40,3 mm, les mâles mesurent de 37,9 à 41,1 mm et les femelles de 36,7 à 40,3 mm.

## Publication originale
- Ochoa & Prendini, 2010 : The genus Hadruroides Pocock, 1893 (Scorpiones, Iuridae), in Peru : new records and descriptions of six new species. American Museum of Natural History, no 3687, p. 1-56 (texte intégral).